# Seznam ameriških misijonarjev
Seznam ameriških misijonarjev.

## B
Friderik Baraga - John Birch (misijonar) - Nathan Brown - Jožef Buh

## J
John Mason Peck - Gerrit P. Judd - 

## K
Samuel Kirkland - 

## L
Jason Lee (misijonar) - 

## P
Franc Pirc

## W
Cephas Washburn - 

## Z
David Zeisberger - 